# Batalla de Centla
La batalla de Centla fue un enfrentamiento ocurrido el 25 de marzo de 1519, entre los indígenas maya-chontales, dirigidos por su cacique Taabscoob, y los españoles comandados por Hernán Cortés. El resultado fue la derrota de los indígenas chontales.

## Antecedentes

### Llegada de Hernán Cortés
El 12 de marzo de 1519, el conquistador español Hernán Cortés arribó a tierras del actual estado de Tabasco, desembarcando en la "Punta de los Palmares", la cual se encontraba a media legua del pueblo de Potonchán, siendo recibido en forma hostil por los maya-chontales, quienes con señales les pedían que se fueran y que no entraran al pueblo. Cortés decide acampar esa noche en la punta de los Palmares, y esa noche planea la estrategia militar para tomar Potonchán. Para tal fin, Cortés envió esa noche a tres de sus soldados a reconocer el terreno y el camino que conducía a la población.

### Toma de Potonchán
Al día siguiente, 13 de marzo, los españoles celebraron una misa, la cual fue oficiada por Fray Bartolomé de Olmedo y el capellán de la armada Juan Díaz, siendo esta la primera misa cristiana en territorio continental de México. Después de la misa, Cortés apercibió a su capitán Alonso de Ávila dándole 100 soldados para que avanzara por el camino hacia el pueblo apenas escuchara los primeros disparos, en tanto que él mismo avanzaba primero hacia Potonchán por el río Grijalva.
Al ver los indígenas el movimiento de las tropas enemigas sobre el río, se prepararon para el combate, para evitar que los españoles desembarcaran, por lo que Cortés, llamó al escribano del Rey llamado Diego de Godoy, para que hiciera un requerimiento a los nativos exigiendo que lo dejaran desembarcar en el pueblo, tomar agua y alimentos y que se sujetaran al rey de España, llevándose a cabo la primera actuación notarial en México. La contestación de los indígenas fue el grito de guerra. Los indígenas advirtieron (en su lengua) a los españoles que si saltaban en tierra, los matarían.
Los españoles trataron de desembarcar en el poblado, pero una lluvia de flechas se lo impedía. Además los soldados de Cortés tenían que subir por el barranco del río, lo que implicaba una dificultad más. Los españoles peleaban con el agua a la cintura, tratando de desembarcar, pero la resistencia de los maya-chontales era brava. Los españoles comenzaron a utilizar las armas de fuego, cuyas detonaciones asustaban a los nativos. Con ello, además, Alonso de Ávila recibió la señal para entrar por la parte trasera a la ciudad, la cual se encontraba atrincherada con troncos gruesos. De esta forma, Cortés por el frente y Ávila por la parte posterior iniciaron el sitio de Potonchán, que después de una ligera resistencia cayó en poder de los colonizadores españoles, quedando algunos prisioneros, varios heridos y muchos indígenas muertos.
A continuación Cortés recorrió la gran plaza de Potonchán, donde había unos aposentos y salas grandes y tres casas de ídolos, tomando posesión de aquella tierra.

..."En los cues de aquel patio mandó Cortés que reparásemos y que no fuésemos más en seguimiento del alcance, pues iban huyendo, y allí tomó Cortés posesión de aquellas tierras por Su Majestád y ... en su real nombre, y fue desta manera: Que desenvainada su espada, dio tres cuchilladas en señal de posesión en un árbol grande que se dice ceiba, que estaba en la plaza de aquel gran patio..."
Bernal Díaz del Castillo, Historia Verdadera de la Conquista de la Nueva España.

## La batalla

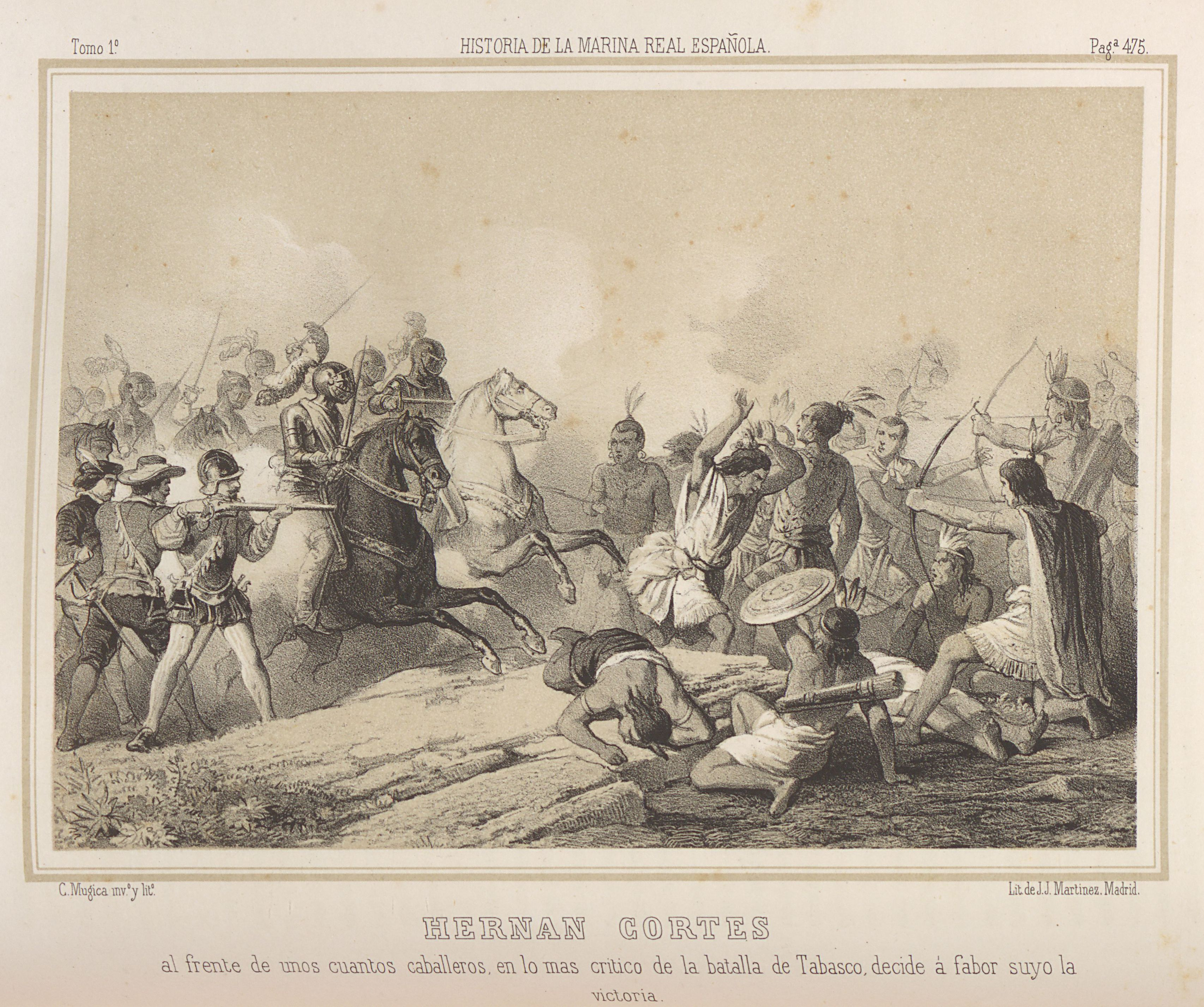
«Hernán Cortés al frente de unos cuantos caballeros, en lo más crítico de la batalla de Tabasco, decide a favor suyo la victoria». Litografía de Carlos Múgica en Historia de la Marina Real Española (1854).

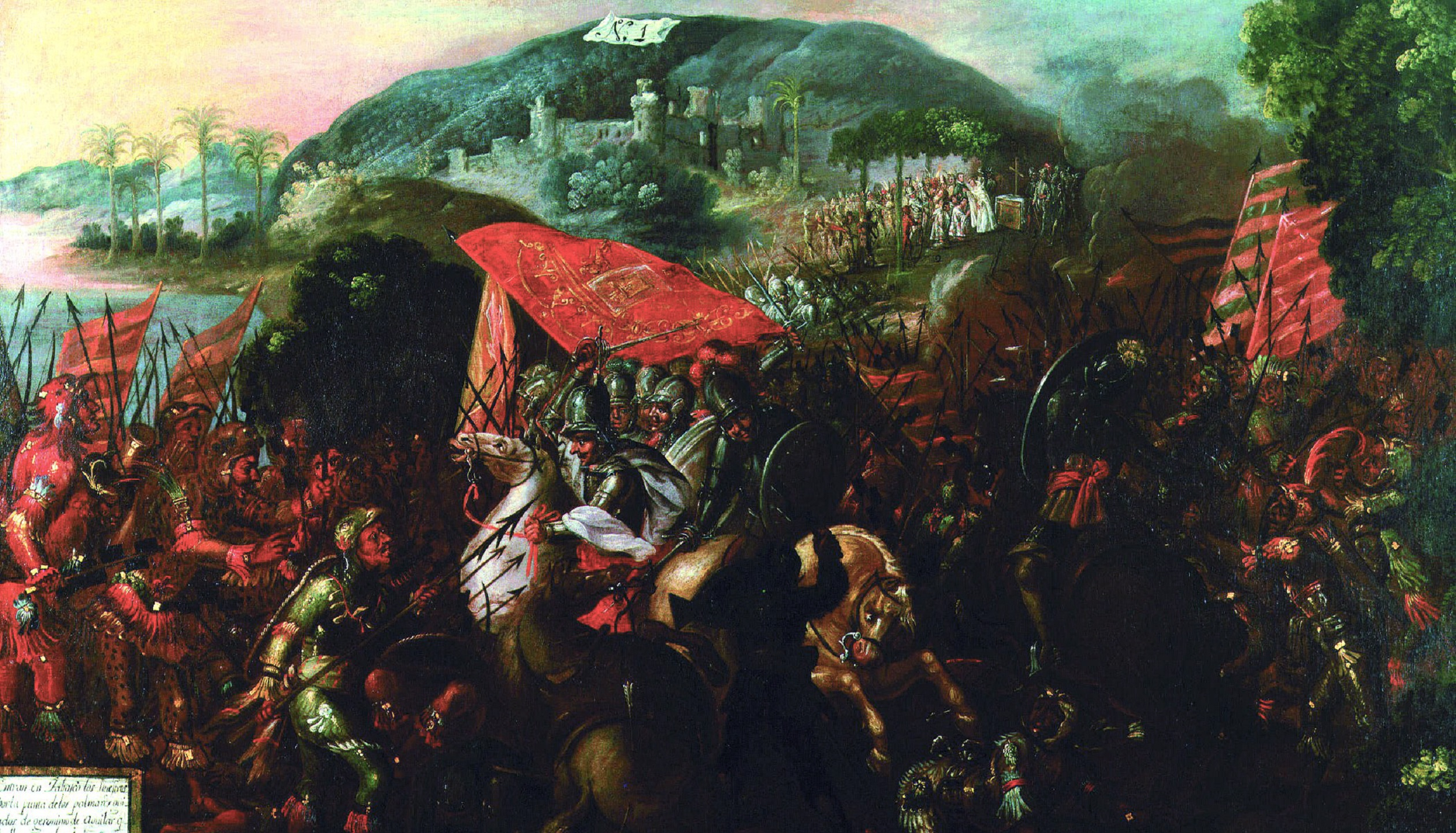
Entrada de Hernán Cortés a la ciudad de Potonchán en 1519.

Al día siguiente, 14 de marzo de 1519, mandó Cortés al capitán Pedro de Alvarado con cien soldados para que fuese tierra adentro hasta dos leguas, y mandó por otra parte a Francisco de Lugo, con otros cien soldados. Francisco de Lugo se topó con unos escuadrones guerreros, iniciándose un nuevo combate. Al escuchar los disparos y tambores, Alvarado fue en ayuda de Lugo, y juntos después de haber batallado logran hacer huir a los naturales, regresando los españoles al pueblo a informarle a Cortés. En la batalla participaron, según las crónicas de Hernán Cortés y Bernal Díaz del Castillo, 40 000 indígenas de ocho provincias cercanas, contra 410 españoles.
Las tropas de Hernán Cortés llegaron a la desembocadura del río Tabasco (hoy Grijalva). En este lugar las huestes españolas nuevamente fueron atacadas por los maya-chontales. Rápidamente los españoles se defendieron empleando sus armas de fuego, lo que volvió a causar pavor a los indígenas, pero lo que más los aterró fue ver a los jinetes de la caballería española, pues los indígenas creyeron que tanto la persona como el caballo (que nunca habían visto en su vida) eran uno solo. Al final los indígenas resultaron derrotados debido sobre todo a la mejor tecnología militar de los españoles.

..."Y después de apeados debajo de unos árboles y casas que allí estaban, dimos muchas gracias a Dios por habernos dado aquella vitoria tan cumplida, y como era día de Nuestra Señora de Marzo, llamóse una villa que se pobló, el tiempo andando, Santa María de la Vitoria, ansí por ser día de Nuestra Señora como por la gran vitoria que tuvimos. Aquesta fue la primera guerra que tuvimos en compañía de Cortés en la Nueva España (...) y fuimos a ver los muertos que había por el campo y eran más de ochocientos (...) Estuvimos en esa batalla sobre una hora, que no les pudimos hacer perder punto de buenos guerreros hasta que vinieron los de a caballo. (...) luego enterramos dos soldados y quemamos las heridas a los demás y a los caballos (...)  y que en aquella batalla había para cada uno de nosotros tantos indios que a puñados de tierra nos cegaran, salvo que la gran misericordia de Nuestro Señor en todo nos ayudaba (...) y cenamos y reposamos (...) Y dejémosle aquí, y diré lo que más pasamos "
Bernal Díaz del Castillo, "Historia verdadera de la conquista de la Nueva España"

## Consecuencias
Al día siguiente, embajadores enviados por Taabscoob llegaron al campamento español con prendas para pagar su derrota. Entre los obsequios había joyas de oro, jade y turquesa, pieles de animales, animales domésticos, plumas de aves preciosas y 20 jovencitas, entre las cuales venía Malitzin, que los españoles bautizaron como Marina y quien se convertiría en intérprete y consejera de Cortés.
Después de la batalla, el día 15 de marzo de 1519, los españoles fundaron en el lugar de la batalla la Villa de Santa María de la Victoria. Ese mismo día celebraron una misa, la cual fue oficiada por fray Bartolomé de Olmedo y el capellán de la armada Juan Díaz. Los españoles permanecieron ahí hasta el 12 de abril, antes de embarcarse rumbo a Veracruz, donde iniciaron la ruta hacia la ciudad capital azteca, Tenochtitlan.